# 田尻但馬
田尻 但馬（たじり たじま、？ - 文禄元年（1592年） ）は、戦国時代から安土桃山時代にかけての薩摩国の百姓。後に島津氏家臣。諱は不明。通称は荒兵衛。妻は新納康久の娘。子は田尻荒太郎、田尻荒五郎。
『本藩人物誌』には「武勇抜群の者」と記されている。

## 生涯
元は薩摩国は伊作田尻村（現・鹿児島県日置市吹上町田尻）の百姓であったが、天文8年（1539年）に島津忠良が加世田城攻めに難儀していた際、新納康久が但馬に対し、加世田城に火をかけて焼き落としたならば、自らの娘婿に迎えて武士にすると約束した。但馬はこれを了承し、加世田城に火をかけ落城させたため、約束通り康久の娘婿となり士分に取り立てられた。
天文17年（1548年）8月、伊集院忠朗による大隅国日当山の北原氏攻めの際、但馬は先登して敵5-6人を討ち取り、同9月に本田薫親の姫木城を攻撃する際にも但馬は先登して火を放ち、城番をしていた北原勢を追い出して落城の一助を担った。天正10年（1582年）、肥前国の田尻鑑種が龍造寺隆信に対して謀反を起こし、島津家に助勢を頼んだ際には、島津義弘の命で帖佐宗光・谷口宮内左衛門らと共に数ヶ月ほど田尻氏の城に入った。
文禄元年（1592年）、梅北国兼が梅北一揆を起こした際に、二人の息子と共にこれに与し、息子ら共々誅殺された。但馬の所領は、全て能役者である一王雅楽助に与えられた。